# 41 (nombre)
« Quarante-et-un » redirige ici. Pour l'année, voir 41.
Le nombre 41 (quarante-et-un) est l'entier naturel qui suit 40 et qui précède 42. La forme sans traits d'union quarante et un est également reconnue.

## En mathématiques
Le nombre 41 est :
- le treizième nombre premier et le dixième nombre premier non brésilien, il fait partie de la paire de nombres premiers jumeaux {41, 43}, de la paire de nombres premiers cousins {37, 41} ainsi que de la paire de nombres premiers sexy {41, 47}.
- un nombre qui s'exprime comme la somme des six premiers nombres premiers :

41 = 2 + 3 + 5 + 7 + 11 + 13.
- la somme de trois nombres premiers :

41 = 11 + 13 + 17.
- un nombre carré centré.
- un nombre premier super-singulier.
- un nombre premier de Sophie Germain et un nombre de Newman-Shanks-Williams. 41 est le plus petit nombre premier de Sophie Germain à démarrer une chaîne de Cunningham de première espèce de trois termes, {41, 83, 167}.
- le plus grand des six nombres chanceux d'Euler.
- un nombre qui s'exprime comme somme de deux carrés :

41 = 42 + 52.

## Dans d'autres domaines
Le nombre 41 est aussi :
- Le numéro atomique du niobium, un métal de transition.
- le numéro de la sourate Fussilat dans le Coran.
- Années historiques : -41, 41, ou 1941.
- Un numéro codé pour Jean-Sébastien Bach : [réf. nécessaire]

J.-S. Bach considérait ce numéro comme une sorte de signature. 

Pour ce faire, il faut se placer dans l'alphabet latin. 

Ainsi, le I et le J ne forment qu'une seule et même lettre ; 

et il en est de même pour le U et le V. 

De ce fait, en considérant que A=1, B=2, C=3, et ainsi de suite, 

on obtient : J=9 ; S=18 ; B=2 ; A=1 ; C=3 ; H=8. 

Ce qui donne : B + A + C + H = 14 

et : J + S + B + A + C + H = 41.  
- L'indicatif téléphonique international pour appeler la Suisse.
- Le nombre d'années de mariage pour les noces de fer.
- Le n° du département français de Loir-et-Cher.
- Un spectacle de la compagnie théâtrale Transquinquennal
- George H. W. Bush, le 41e president des États-Unis d'Amérique